# Josep Bailina i Sivila
Josep Bailina i Sivila (Santpedor, Bages, 1911 - París, 1984) fou un activista cultural català. Estudià a Manresa i el 1932 es graduà en Administració Pública a l'Escola de la Generalitat de Catalunya. El 1934 exercí com a secretari d'ajuntament a Sant Pau de Seguries, Albinyana, l'Espluga de Francolí i el Vendrell. Allí el va sorprendre l'esclat de la guerra civil espanyola, on fou secretari del Comitè Popular Revolucionari Antifeixista dirigit per August Saperas i Rovira. El seu pare, però, fou assassinat per la FAI. Va obtenir el grau de tinent de complement i el 1938 fou ferit a la batalla de l'Ebre.
El 1939 s'exilià i fou internat al camp d'Argelers i després a Agde. En esclatar la Segona Guerra Mundial col·labora en la Resistència francesa fins que el 1941 és capturat pels nazis i enviat al camp de concentració de Mauthausen, d'on en fou alliberat el 1945.
Des del 1946 residí a París i en el Casal de Catalunya de París portà a terme una extensa tasca potenciadora de la cultura catalana a l'exili. Realitzà per a la Creu Roja una relació de tots els catalans i espanyols morts als camps d'extermini nazis.